# هیزلمیر (ساری)
longitudeهیزلمیر (ساری)latitudeهیزلمیر (ساری)
هیزلمیِر (به انگلیسی: Haslemere) یک شهرک در بریتانیا است که در ساری (انگلستان) واقع شده‌است.

## خصوصیات
هاسلمر ۲۳٫۲۷ کیلومترمربع مساحت و ۱۶٬۸۲۶ نفر جمعیت دارد.

## خواهرخوانده
شهر Bernay خواهرخواندهٔ هاسلمر هست.